# Vierville-sur-Mer
 Vierville-sur-Mer  es una población y comuna francesa, situada en la región de Normandía, departamento de Calvados, en el distrito de Bayeux y cantón de Trévières.

## Demografía
| 290 | 265 | 255 | 292 | 256 | 237 |
| Para los censos de 1962 a 1999 la población legal corresponde a la población sin duplicidades (Fuente: INSEE [Consultar]) |     |     |     |     |     |